# 117413 Ramonycajal
117413 Ramonycajal este un asteroid din centura principală de asteroizi.

## Descriere
117413 Ramonycajal este un asteroid din centura principală de asteroizi. A fost descoperit pe 8 ianuarie 2005 la La Cañada de Juan Lacruz. Asteroidul prezintă o orbită caracterizată de o semiaxă mare de 2,41 ua, o excentricitate de 0,13 și o înclinație de 2,3° în raport cu ecliptica.